# Катаянокка
Ка́таянокка (фин. Katajanokka, швед. Skatudden, на столичном диалекте Skatta) — район Хельсинки на западном берегу исторической части города, граничит с районом Круунунхака. Ориентир — Успенский Собор, который виден с Сенатской площади.

## История
Изначально Катаянокка был полуостровом, который отделял Северную городскую гавань от Южной, но теперь от материка его отделяет Катаянокский канал.

## Достопримечательности
На острове расположены:
- Успенский собор, построенный в 1868 году по проекту архитектора А. М. Горностаева;
- Здание МИДа Финляндии, построенное в 1825 году по проекту архитектора Энгеля;
- Бывшая тюрьма в форме креста, переделанная в начале XXI века в отель (теперь в Хельсинки только одна тюрьма)
- Здания начала XX века в стиле финского модерна

Планы
- Музей Гуггенхайма в Хельсинки
- Колесо обозрения. 21 февраля 2013 года хельсинкская городская комиссия по вопросам недвижимости приняла решение о передаче в аренду британской компании United International Leisure AG земельного участка в Катаянокка под строительство второго в городе колеса обозрения. Планируется, что оно откроется 1 мая 2013 года[2][3].

## Галерея
- Успенский собор
- Вид на микрорайон Катаянокка и Успенский собор с набережной Похйоисранта
- Тюрьма, переделанная в отель
- Здания в стиле модерн